# Natrena Hooper
Natrena Hooper (* 2. Februar 1991) ist eine guyanische Leichtathletin, die im Hoch- und Dreisprung an den Start geht.

## Sportliche Laufbahn
Erste internationale Erfahrungen sammelte Natrena Hooper im Jahr 2012, als sie bei den U23-Südamerikameisterschaften in São Paulo mit 12,50 m den siebten Platz im Dreisprung belegte und in 56,04 s auf Rang sieben im 400-Meter-Lauf gelangte. 2014 schied sie beim Panamerikanischen Sportfestival in Mexiko-Stadt mit 58,38 s im Vorlauf über 400 Meter aus und gelangte im Dreisprung mit 12,30 m auf den neunten Platz. 2017 gewann sie bei den Islamic Solidarity Games mit 1,77 m die Bronzemedaille im Hochsprung hinter der Usbekin Nadiya Dusanova und Yousra Araar aus Algerien. Zudem belegte sie im Dreisprung mit 11,78 m den sechsten Platz. Im Jahr darauf startete sie bei den Commonwealth Games im australischen Gold Coast und gelangte dort mit übersprungenen 1,75 m auf den zwölften Platz im Hochsprung und wurde mit 12,62 m Elfte. 2023 belegte sie bei den Zentralamerika- und Karibikspielen in San Salvador mit 12,61 m den achten Platz im Dreisprung.
In den Jahren 2019 und 2021 wurde Hooper guyanische Meisterin im Hochsprung sowie 2019 und 2022 im Dreisprung und 2022 auch im Weitsprung.

## Persönliche Bestleistungen
- 400 Meter: 56,04 s, 22. September 2012 in São Paulo
- Hochsprung: 1,83 m, 5. Juni 2016 in Georgetown
- Weitsprung: 6,10 m (+0,2 m/s), 24. Juni 2022 in Leonora
- Dreisprung: 13,40 m (−0,4 m/s), 2. November 2022 in Leonora